# Lada (Eslováquia)
Lada (em húngaro: Láda) é um município da Eslováquia, situado no distrito de Prešov, na região de Prešov. Tem 3,06 km² de área e sua população em 2018 foi estimada em 859 habitantes.

## Demografia
| Ano:        | 1994 | 2004   | 2014   | 2024   |
| ----------- | ---- | ------ | ------ | ------ |
| Broj ljudi: | 757  | 822    | 835    | 837    |
| Razlika:    |      | +8,58% | +1,58% | +0,23% |

| Ano:               | 2023 | 2024   |
| ------------------ | ---- | ------ |
| Número de pessoas: | 833  | 837    |
| Diferença:         |      | +0,48% |